# Team Miles

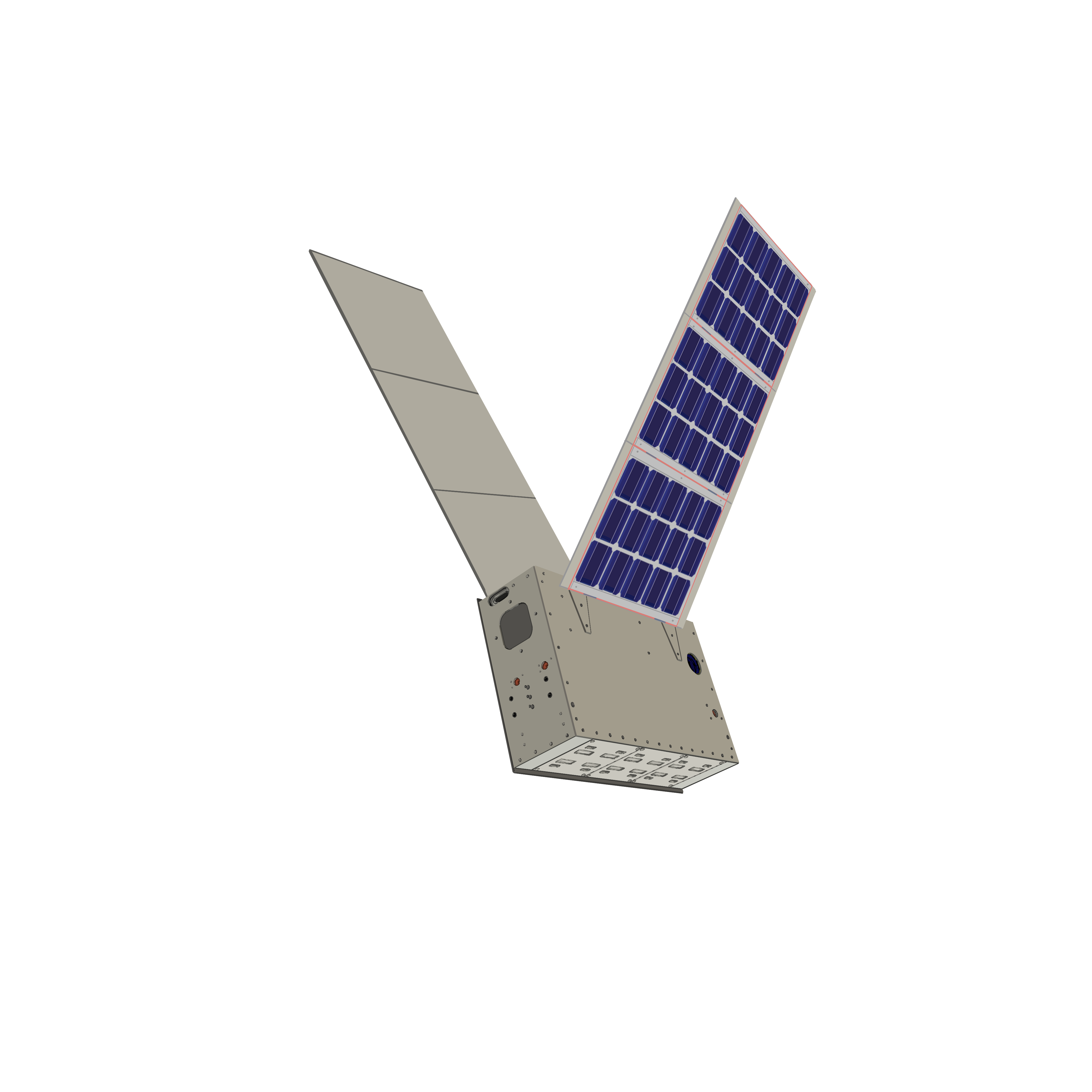
Diseño de satélites deTeam Miles.

Team Miles es una misión de bajo precio proyectada por la NASA, para desarrollar un satélites tipo CubeSat, cuyo objetivo es demostrar que la navegación en el espacio profundo utilizando propulsores de plasma es posible. También realizará una prueba de funcionamiento de una radio mantenida por software para las comunicaciones desde una distancia aproximada de 4 millones de kilómetros desde la Tierra.
En principio se transportará como carga secundaria en el primer vuelo de la misión Exploration Mission 1 a una órbita heliocéntrica, que tiene programado su lanzamiento en 2019.